# Intervenção militar na Líbia em 2011

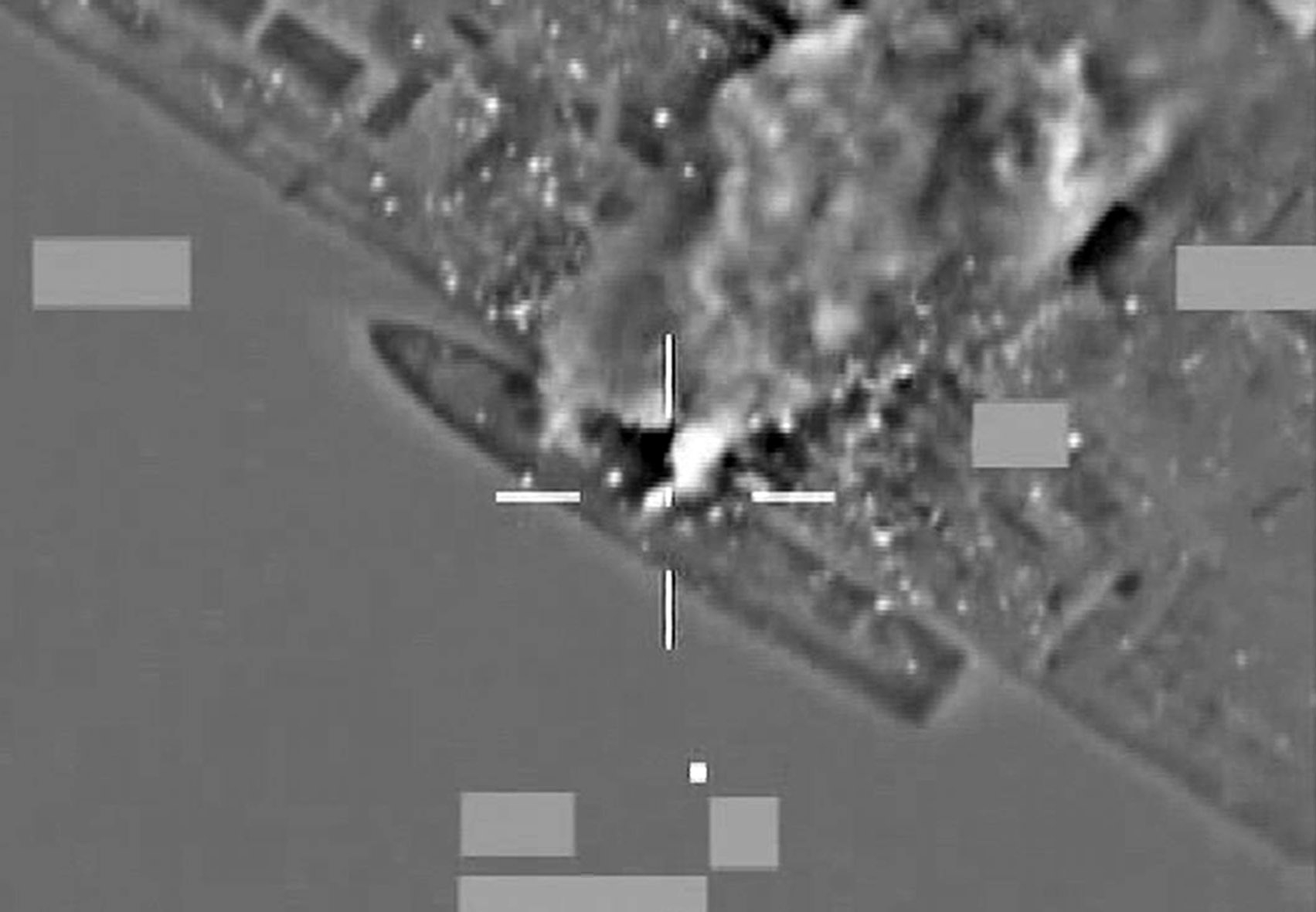
Um navio de guerra líbio, pertencente as forças de Gaddafi, sendo bombardeado por aviões ingleses.

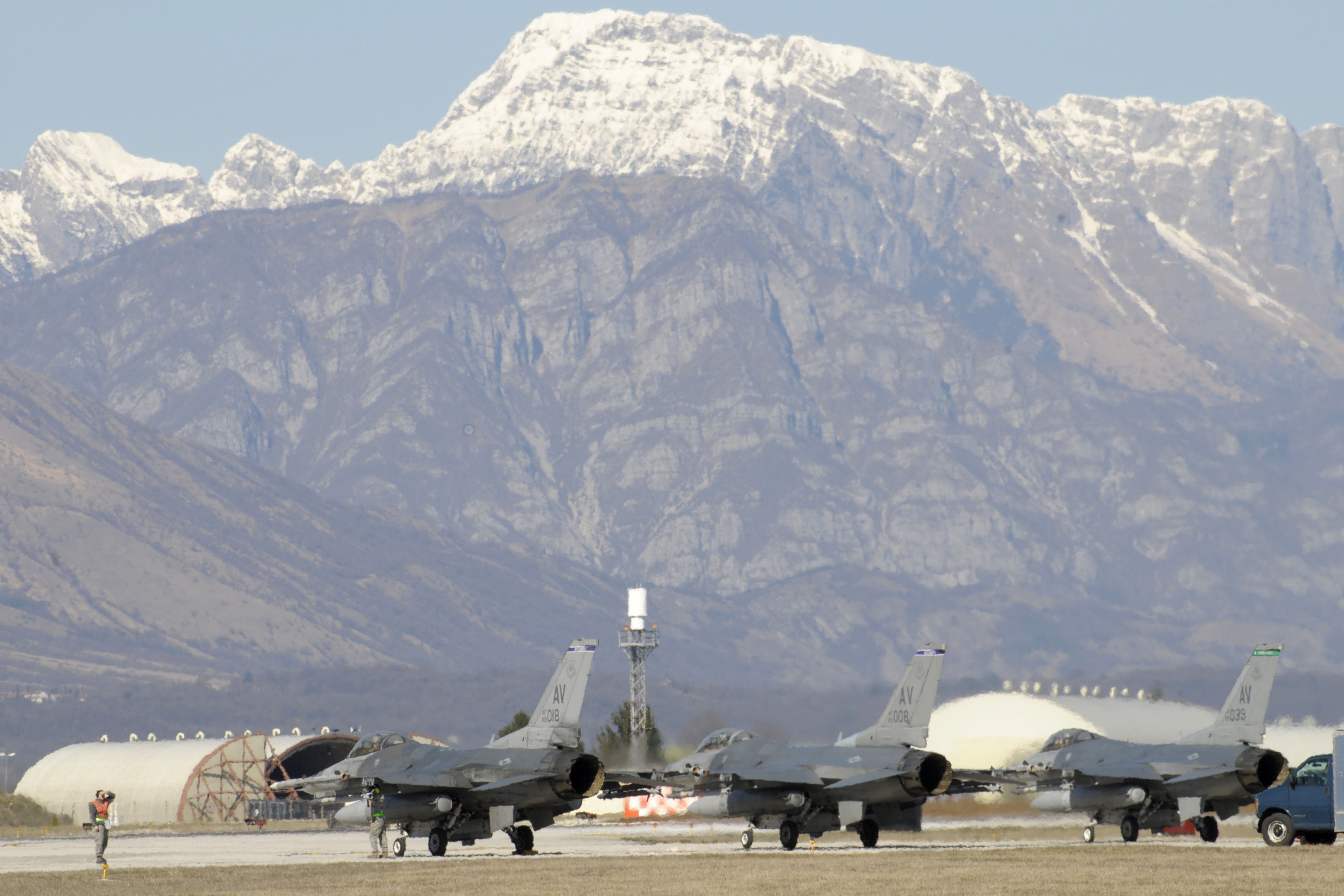
Caças F-16 da força aérea americana após uma missão na Líbia.

A intervenção militar na Líbia começou em 19 de março de 2011, quando as forças armadas de vários países intervieram na Guerra Civil na Líbia, apoiando à oposição do país que tentava derrubar o governo de Muammar al-Gaddafi e com o objectivo de criar uma zona de exclusão aérea no espaço aéreo líbio, seguindo a Resolução 1973 do Conselho de Segurança das Nações Unidas de 17 de março de 2011. A zona de exclusão aérea foi proposta para impedir que a força aérea líbia atacasse as forças rebeldes.
Em 12 de março, a Liga Árabe pediu ao Conselho de Segurança das Nações Unidas para impor uma zona de exclusão. A 15 de março, o embaixador libanês Nawaf Salam propôs o pedido como resolução, que foi apoiada pela França e o Reino Unido. A 17 de março, o Conselho de Segurança votou a com dez votos a favor contra nenhum contra para aprovar uma zona de exclusão aérea através da Resolução 1973. Houve cinco abstenções vindas do Brasil, Rússia, Índia, China (BRICs) e da Alemanha.
Os Estados Unidos comandaram as operações militares até o dia 27 de março, quando passou formalmente o comando da operação para a OTAN.
Para seguir a Resolução 1973 do Conselho de Segurança das Nações Unidas, vários países participaram das operações militares para ajudar os rebeldes que lutavam contra as forças leais ao ditador Muammar Gaddafi. Os Estados Unidos lançaram a Operação Amanhecer da Odisseia, a França a Operação Harmattan, o Canadá a Operação MOBILE, o Reino Unido com a operação Ellamy e a OTAN comandou a chamada Operação Unified Protector (Protetor Unificado).
Apenas nas primeiras horas de ataques, pelo menos 110 mísseis de cruzeiro Tomahawk foram disparados de navios de guerra americanos e britânicos. Bombas também foram lançadas sobre a Líbia a partir de aviões da Força Aérea Francesa, da Real Força Aérea inglesa e da Força Aérea Real do Canadá e um bloqueio naval também foi imposto pelas forças da coalizão.
A luta na Líbia terminou apenas em outubro com a morte de Muammar al-Gaddafi. A OTAN anunciou formalmente o fim das operações militares na região em 31 de outubro de 2011.

## Cumprimento da resolução
O planeamento inicial da OTAN para uma possível zona de exclusão aérea teve lugar em finais de fevereiro e início de março, especialmente por dois membros da OTAN, a França e o Reino Unido.
Os Estados Unidos tinha meios aéreos necessários para impor uma zona de exclusão aérea, mas foi cauteloso para apoiar tal ação antes de obter uma base jurídica para a violação da soberania da Líbia. No entanto, devido à natureza sensível da ação militar, os Estados Unidos buscaram a participação árabe na execução de uma zona de exclusão aérea.
Em uma audiência no Congresso, o secretário de Defesa dos Estados Unidos, Robert Gates, explicou que "uma zona de exclusão aérea começou com um ataque à Líbia para destruir as defesas aéreas líbias (...) e então poderíamos voar os aviões por todo o país e não se preocupar com os nossos militares serem derrubados. Mas esse é o modo como inicia."
No dia 19 de março, os ataques de caças franceses sobre a Líbia começaram, e em outros países começaram suas operações individuais. A primeira fase começou no mesmo dia com o envolvimento dos Estados Unidos, Reino Unido, França, Itália e Canadá.[carece de fontes?] No dia 24 de março, os embaixadores da OTAN concordaram que o comando da aplicação da zona de exclusão aérea ficaria a cargo da organização, enquanto outras operações militares se manteriam de responsabilidade do grupo de nações anteriormente envolvidos. A decisão foi tomada após as reuniões dos membros da OTAN para resolver as divergências sobre se as operações militares na Líbia deve incluir ataques a forças terrestres. A decisão criou uma estrutura de poder em dois níveis para supervisionar as operações militares. Encarregado politicamente, uma comissão liderada pela OTAN, incluiu todos os países participantes na aplicação da zona de exclusão aérea, enquanto Organização do Tratado do Atlântico Norte recebeu o comando total sobre as operações militares. O Tenente-General Charles Bouchard foi nomeado para comandar a missão da OTAN.
Após a morte de Muammar Gaddafi, em 20 de outubro de 2011, a OTAN anunciou que cessava todas as operações militares na Líbia duas semanas mais tarde.

## Galeria de fotos

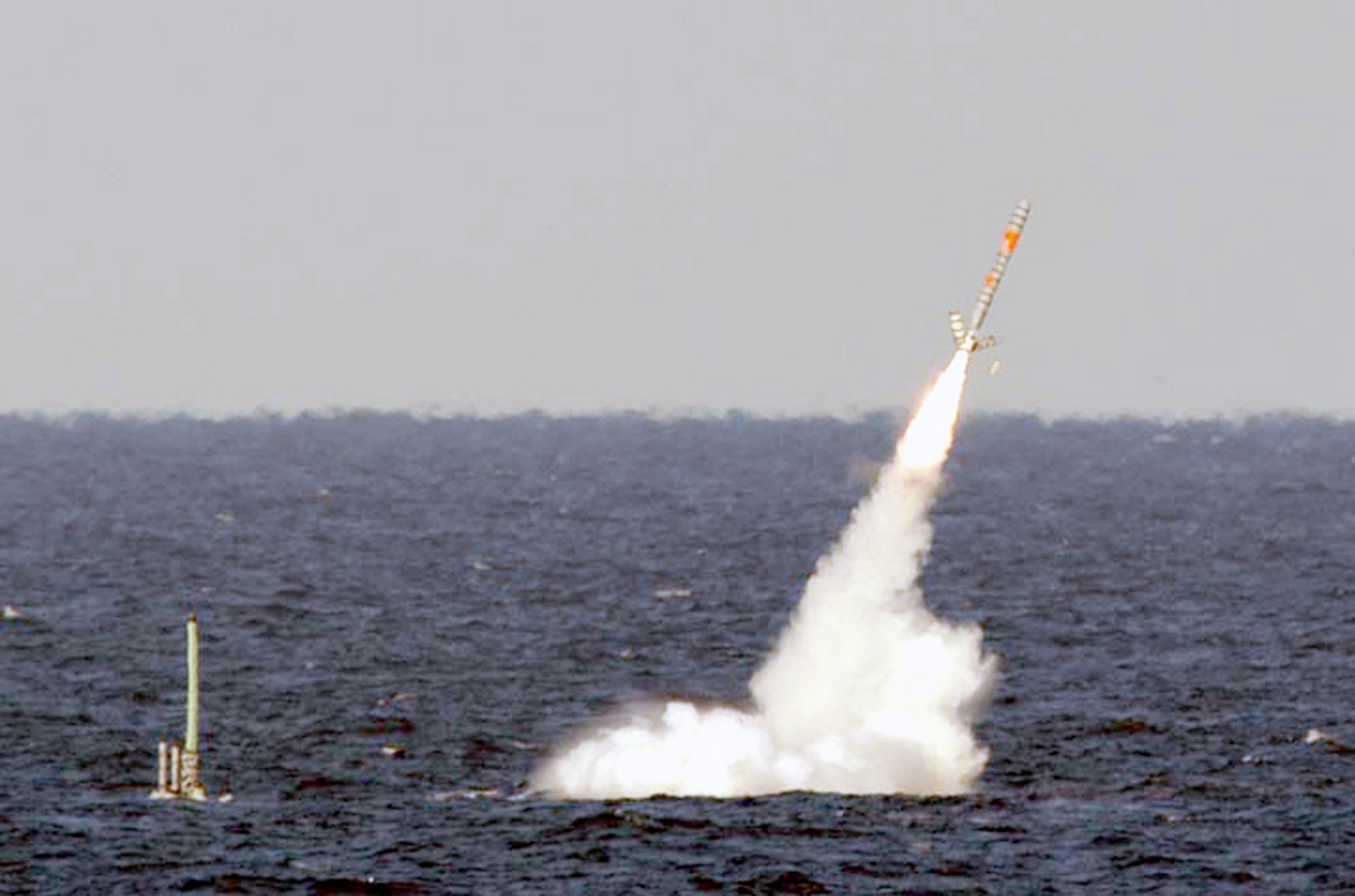
O submarino USS Florida disparando um míssil Tomahawk.
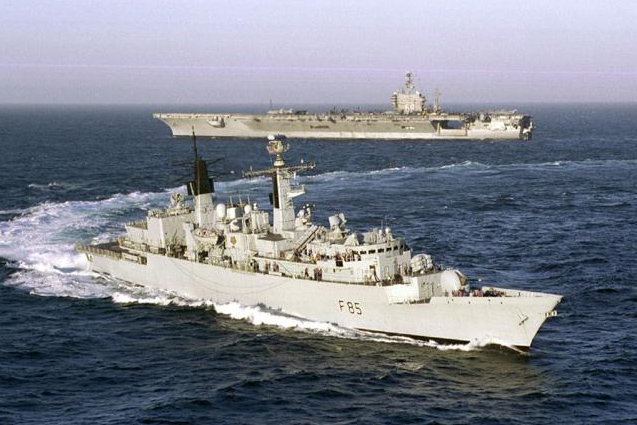
A fragata inglesa HMS Cumberland, que participou do bloqueio naval contra a Líbia (na imagem, ele tem ao lado o porta-aviões americano USS Eisenhower).
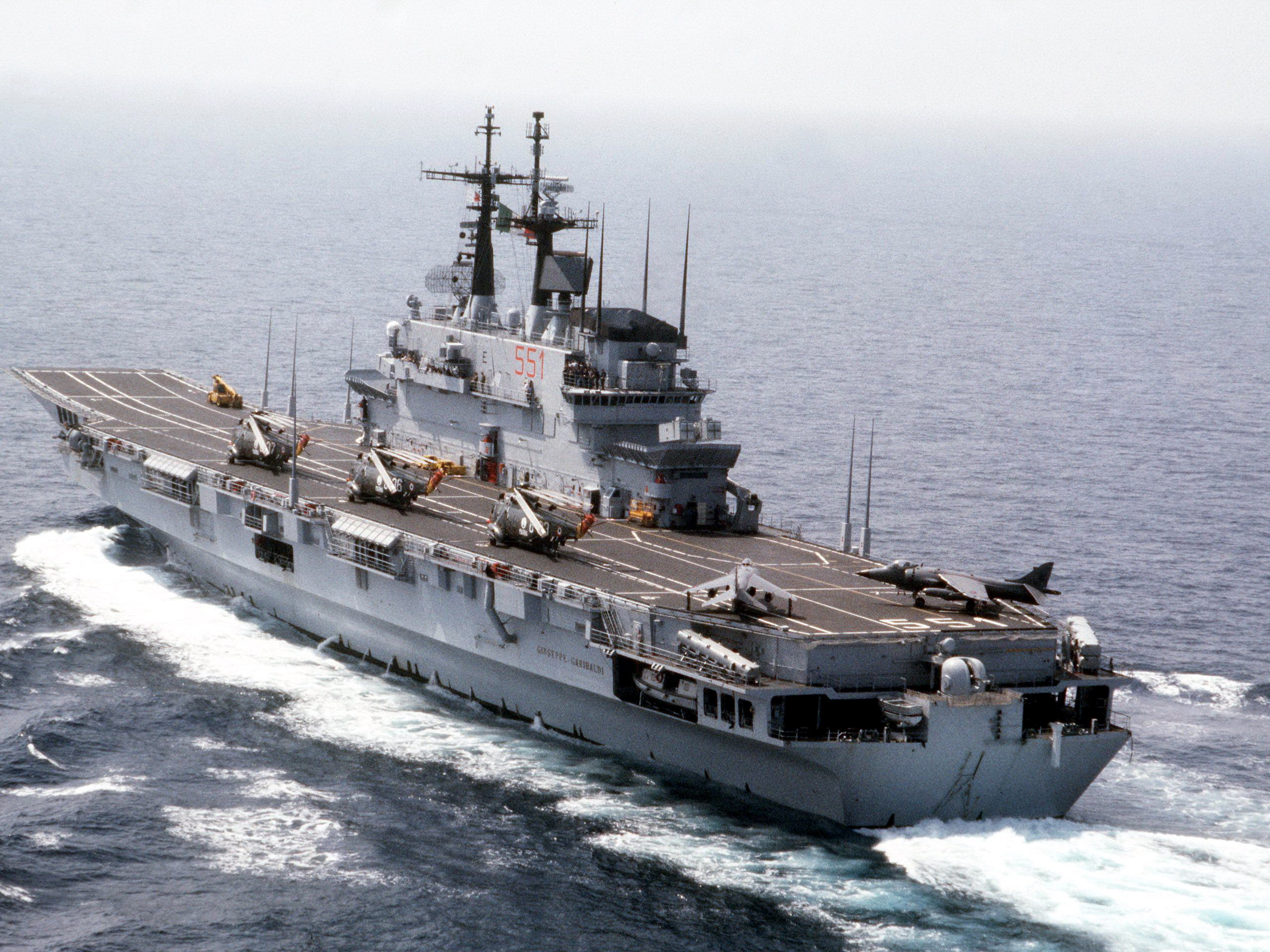
O porta-aviões italiano Giuseppe Garibaldi (551).
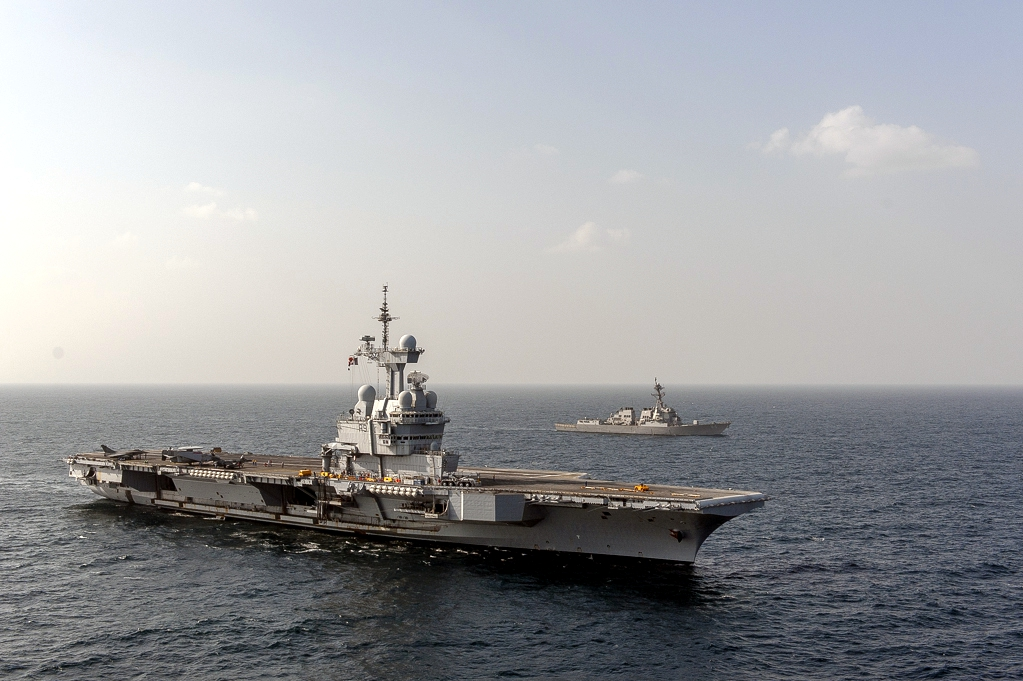
O porta-aviões francês Charles de Gaulle (R91).
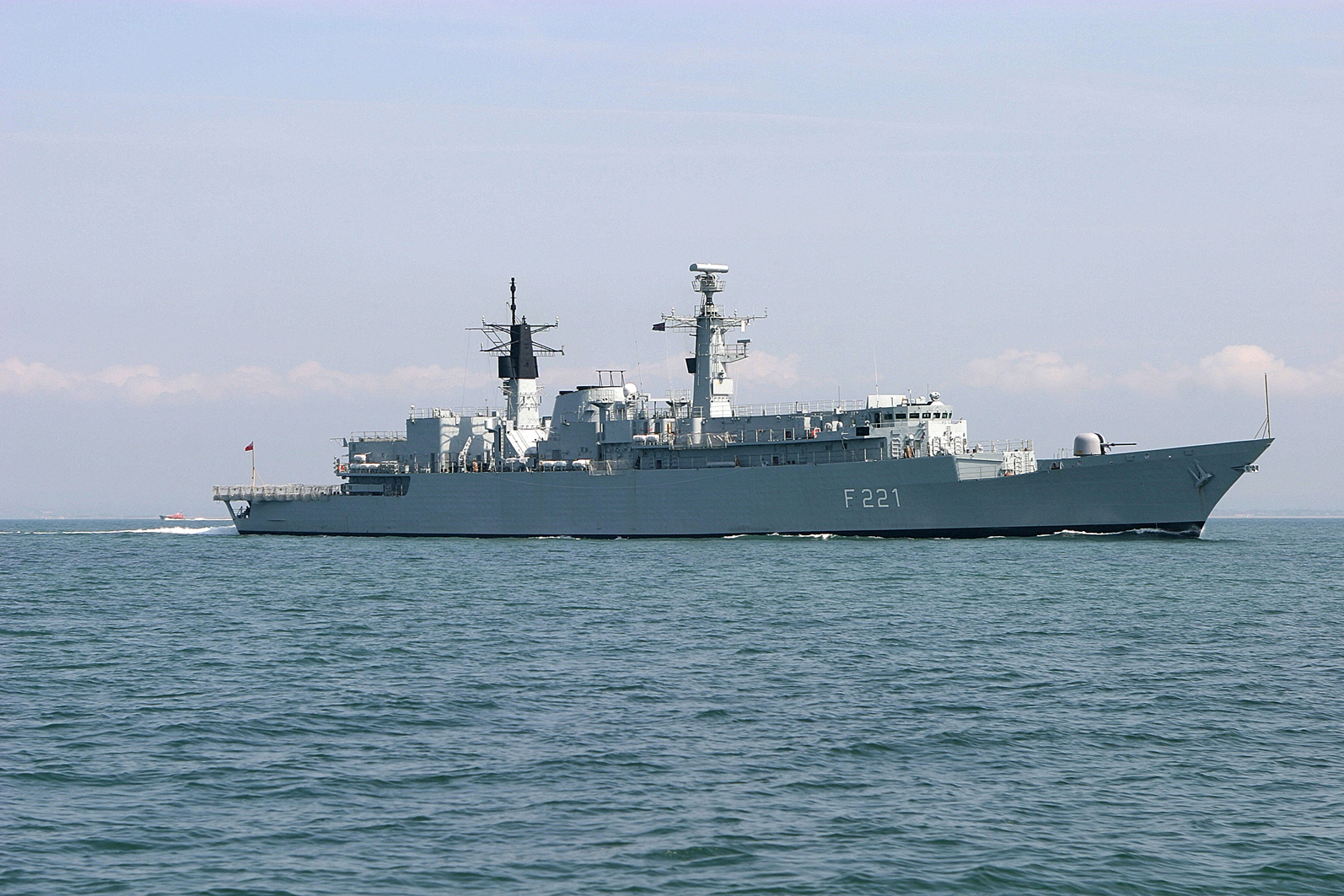
A fragata romena Regele Ferdinand.
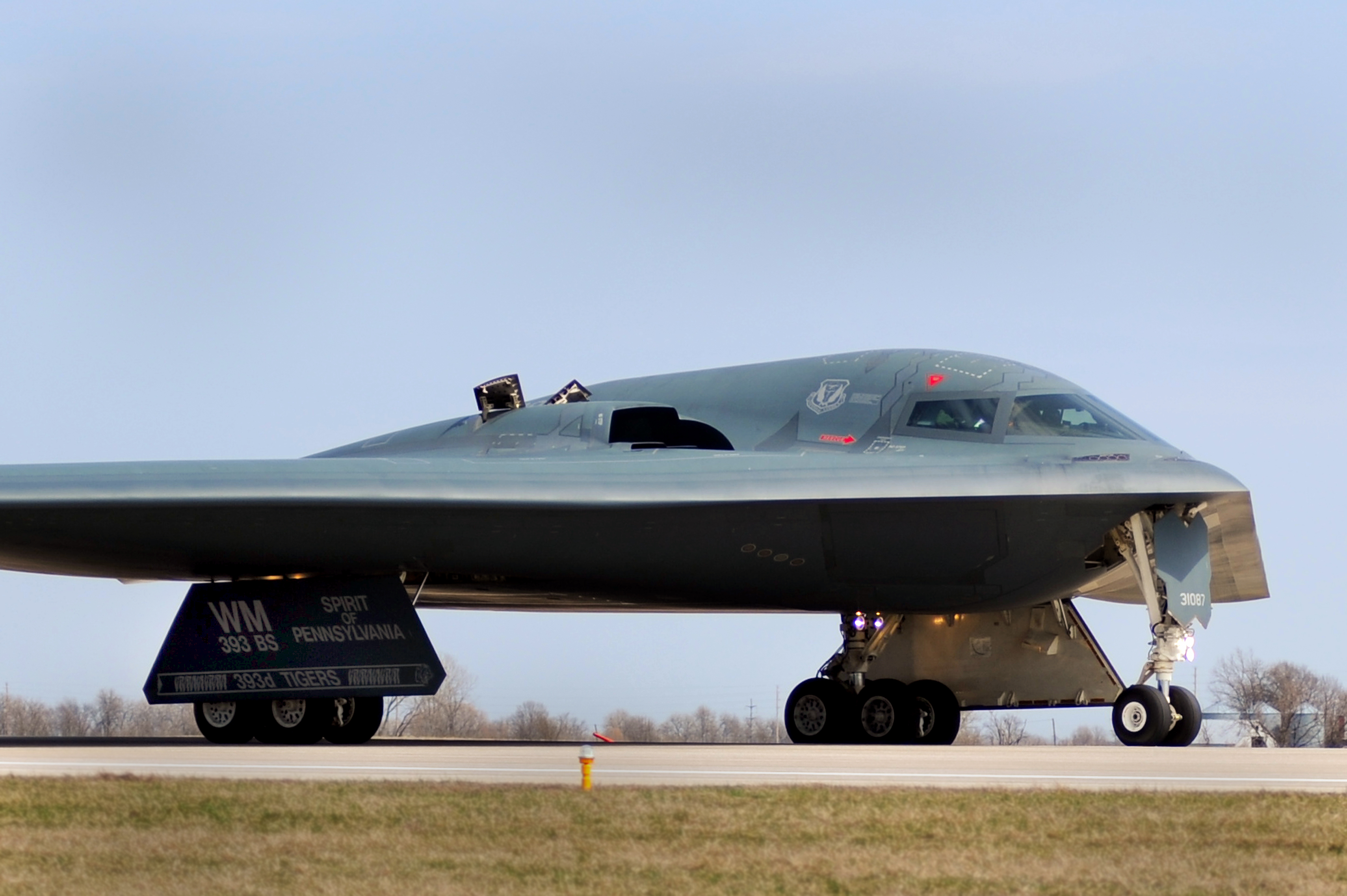
Um bombardeiro americano B-2.
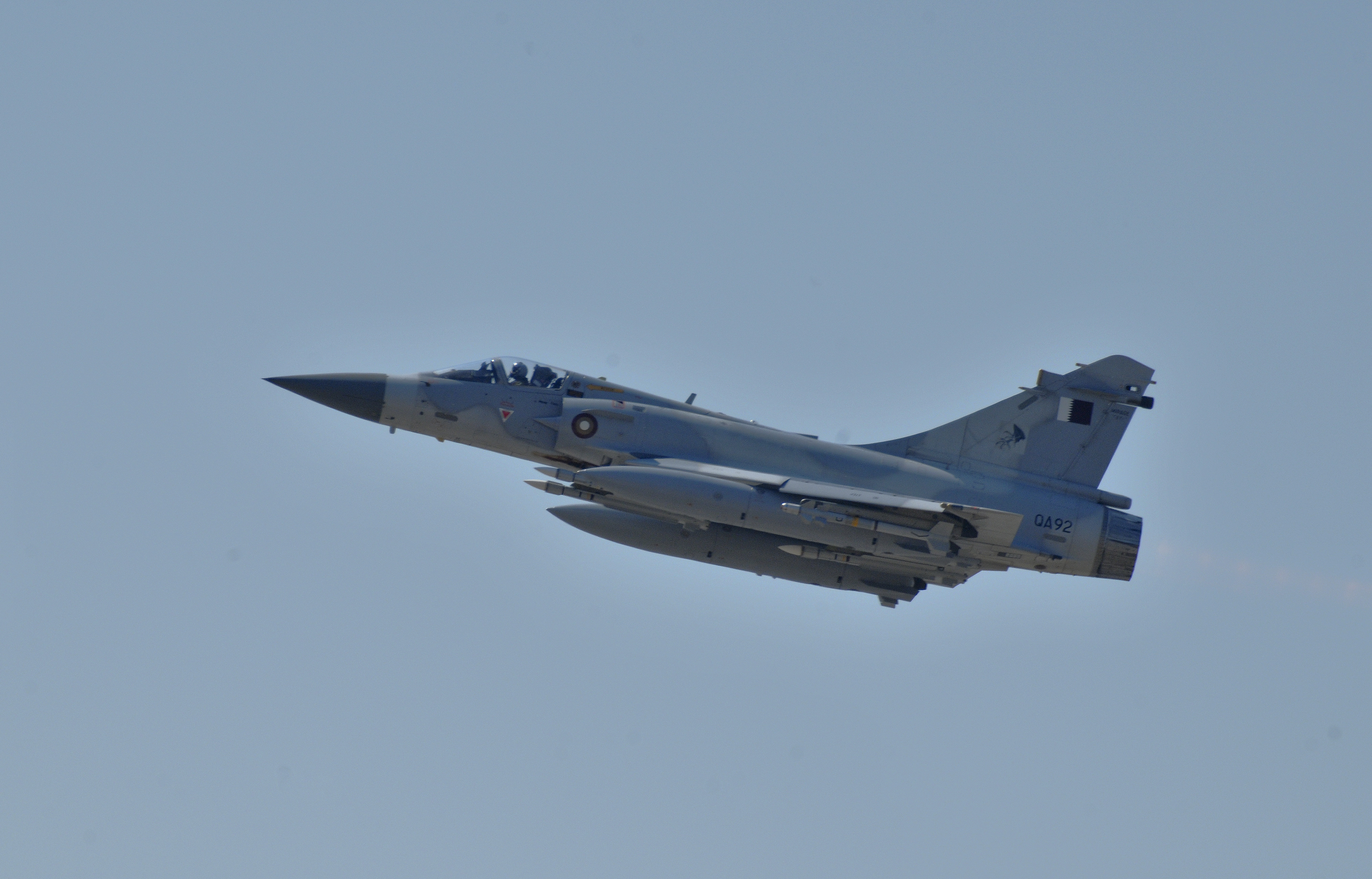
Um caça Dassault Mirage 2000 do Qatar.
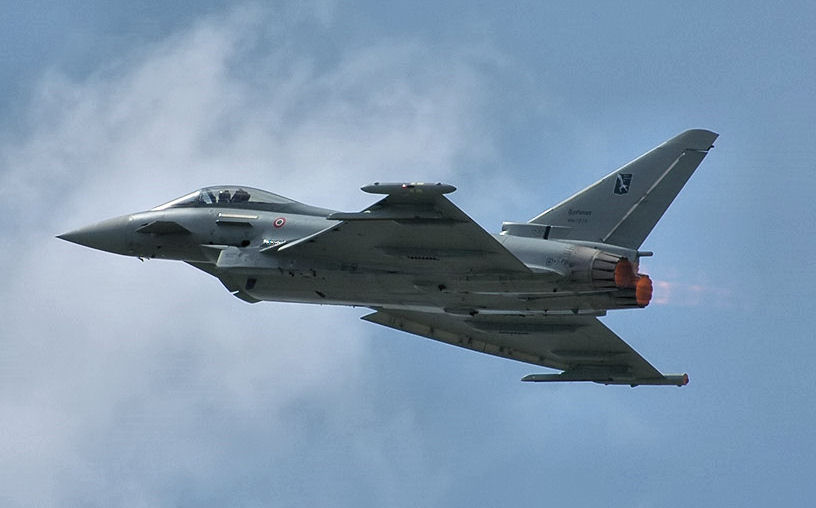
Um caça Eurofighter Typhoon da Força Aérea Italiana.
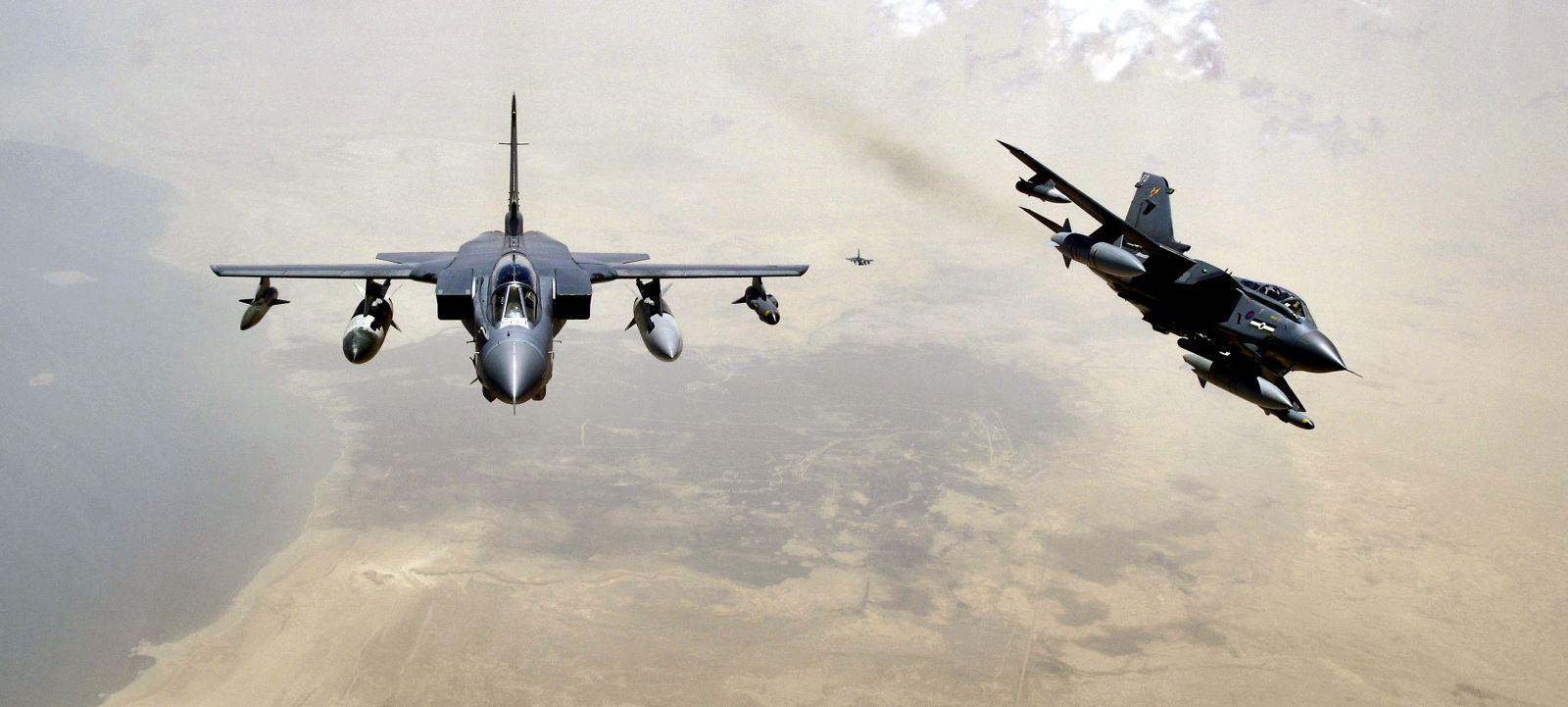
Caças-bombardeiros Tornado GR4 da RAF.
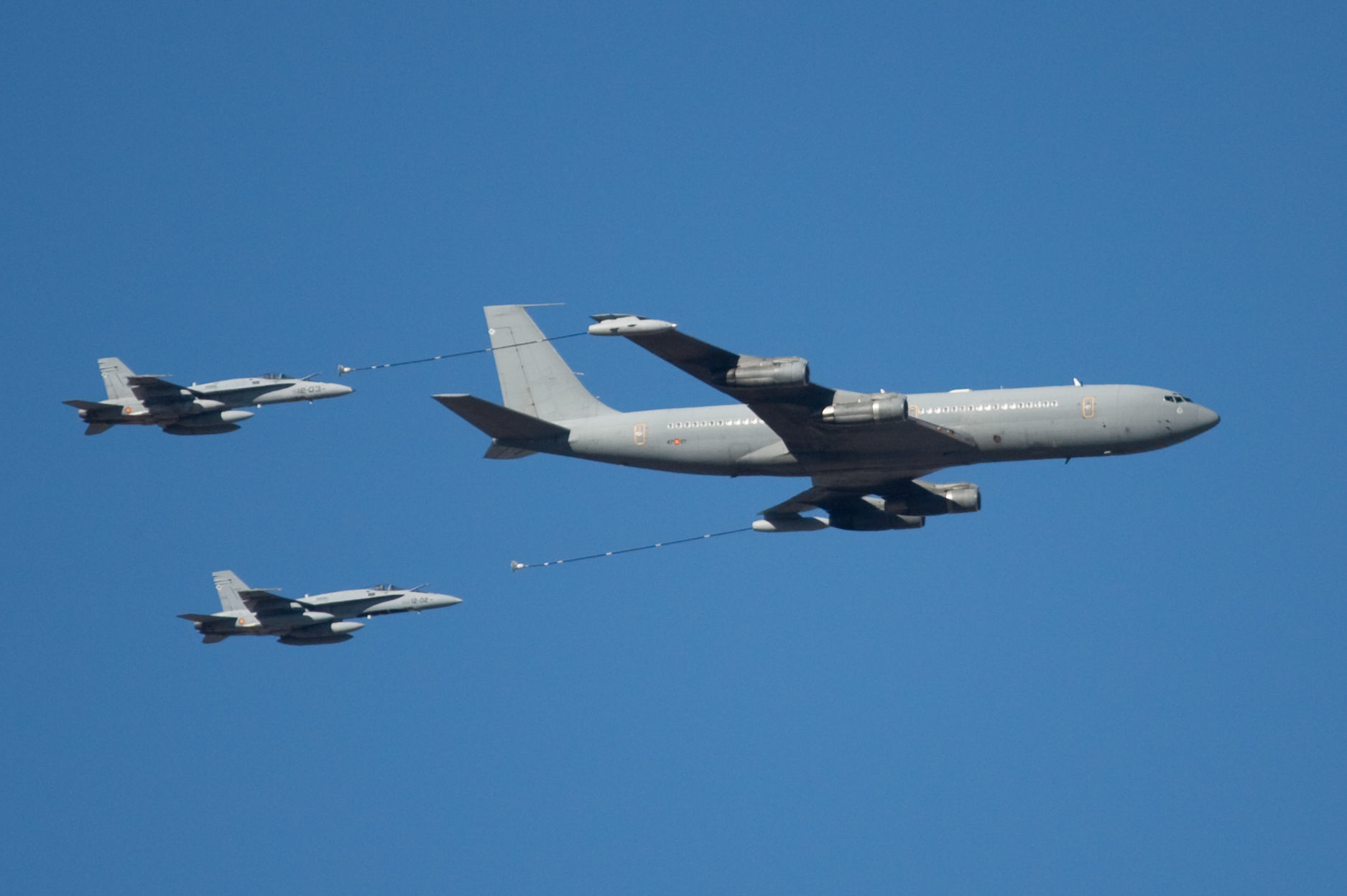
Um avião espanhol de abastecimento KC-135 com dois F-18 de escolta.
Dois caças canadenses CF-18 Hornet, modelo usado pela Força Aérea do Canadá.
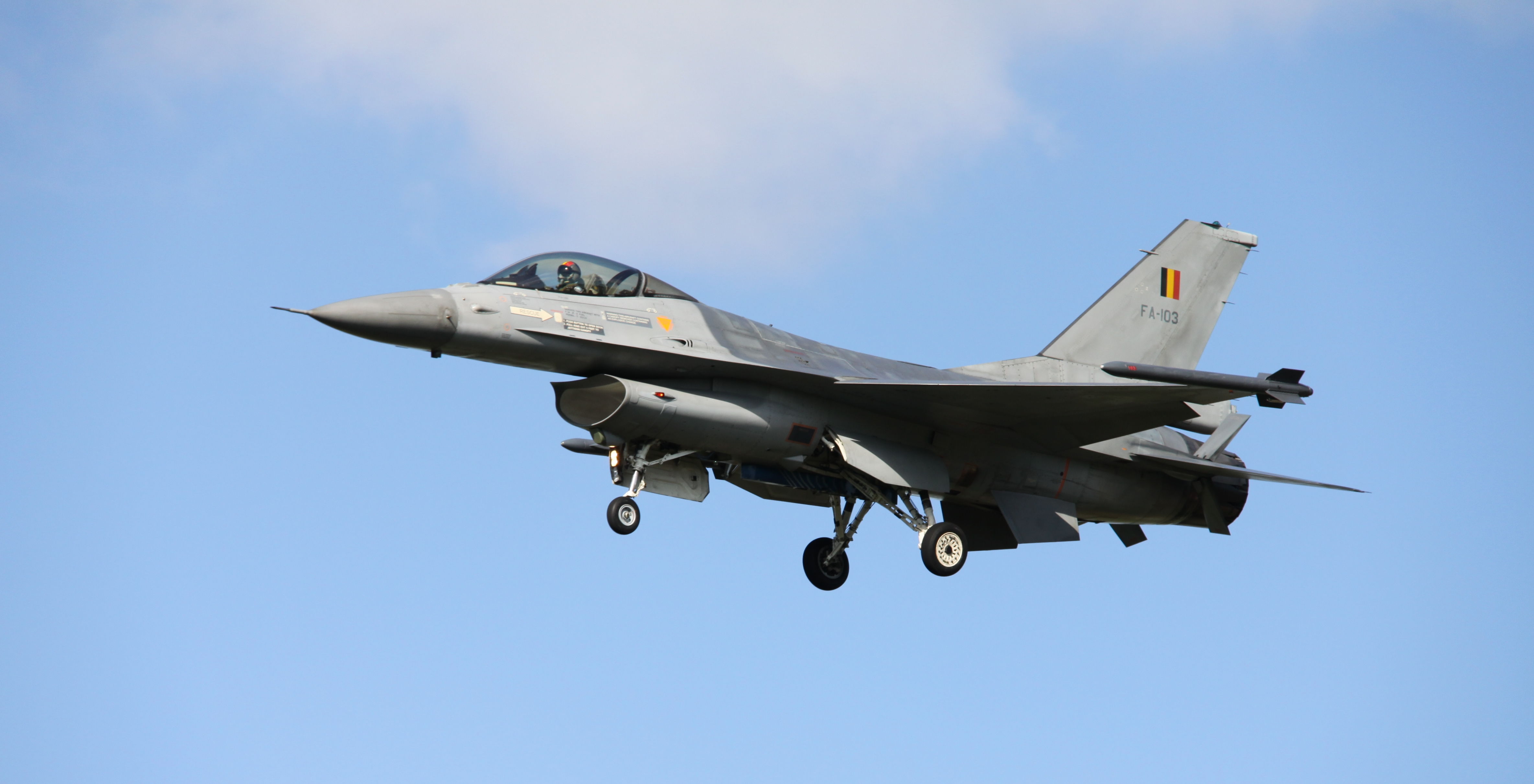
Um F16 Falcon da Força Aérea Belga.

## Reações

### Responsabilidade de proteger
A intervenção militar na Líbia tem sido citada pelo Council on Foreign Relations como um exemplo da política de responsabilidade de proteger adotada pelas Nações Unidas na Cimeira Mundial de 2005. De acordo com Gareth Evans "[a] intervenção militar internacional na Líbia não se trata de bombardeio pela democracia ou pela cabeça de Muammar Gaddafi. Legalmente, moralmente, politicamente e militarmente tem apenas uma justificação: proteger as pessoas do país". No entanto, o Council assinalou também que a política tinha sido utilizada apenas na Líbia, e não em países como Costa do Marfim, que passava por uma crise política na época, ou em resposta aos protestos no Iêmen. Um especialista em CFR, Stewert Patrick, disse que "Há limite para ter seletividade e incoerência na aplicação da norma da responsabilidade de proteger dada a complexidade dos interesses nacionais em jogo ... os cálculos das outras grandes potências envolvidas nessas situações". Em janeiro de 2012, a Organização Árabe para os Direitos Humanos, o Centro Palestino para os Direitos Humanos e o Consórcio Internacional de Assistência Jurídica publicaram um relatório descrevendo supostas violações dos direitos humanos e acusando a OTAN de crimes de guerra.

### Críticas

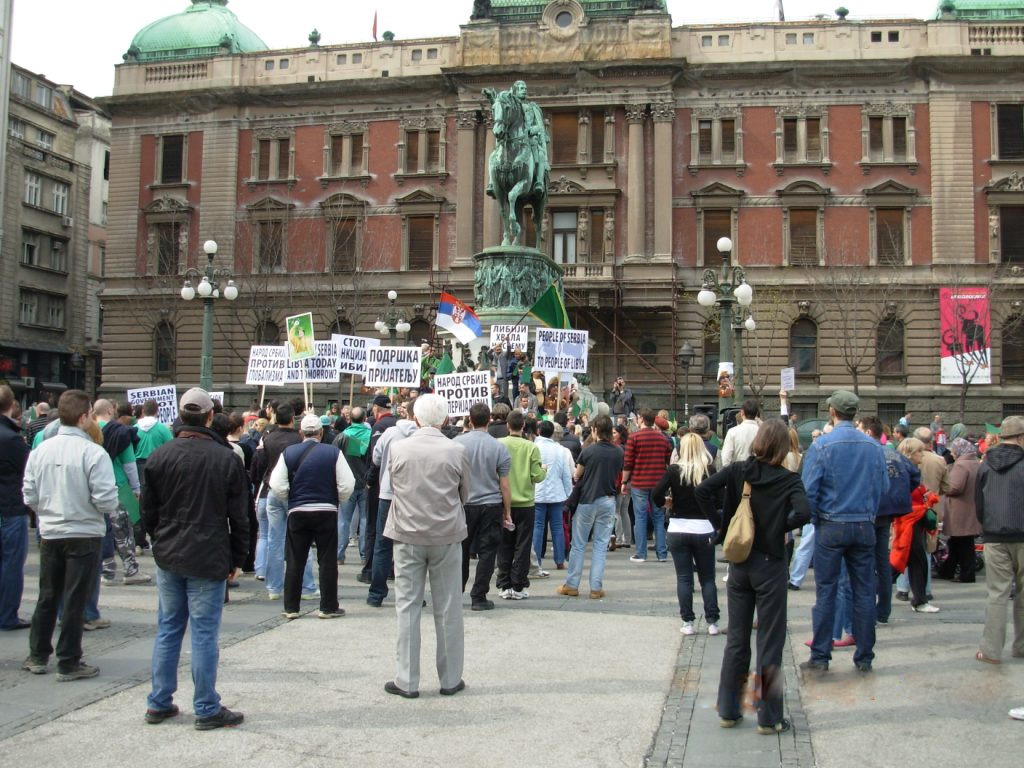
Protesto em Belgrado, Sérvia, em 26 de março de 2011 contra a intervenção militar na Líbia.

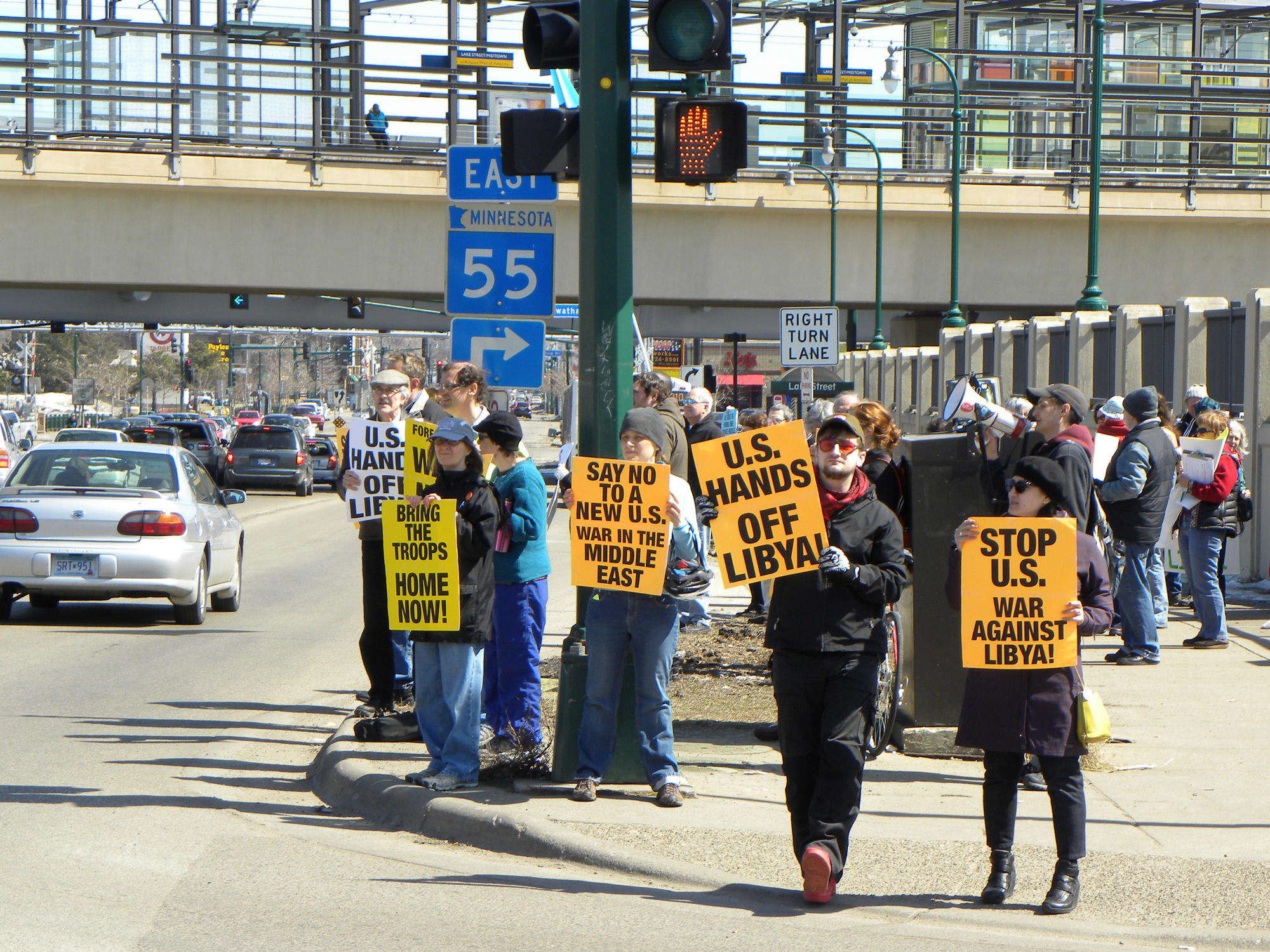
Protesto em Minneapolis, Estados Unidos, em 2 de abril de 2011 contra a intervenção militar na Líbia.

Alguns críticos da interdição militar ocidental sugeriram que eram os recursos — não preocupações democráticas ou humanitárias — o verdadeiro impulso para a intervenção, entre eles um jornalista do jornal nacionalista árabe de Londres Al-Quds Al-Arabi, a rede de TV russa RT e os (então) líderes da Venezuela e Zimbabué, Hugo Chávez e Robert Mugabe. A Líbia de Gaddafi, apesar de sua população relativamente pequena, era conhecida por possuir vastos recursos, particularmente sob a forma de reservas de petróleo e capital financeiro.  A Líbia é um membro da OPEP e um dos maiores produtores de petróleo do mundo. Estava produzindo cerca de 1,6 milhões de barris por dia antes da guerra, quase 70 por cento deles através da empresa estatal National Oil Corporation. Além disso, o fundo soberano do país, o Libyan Investment Authority, era um dos maiores do mundo, controlando ativos no valor de aproximadamente US$ 56 bilhões, incluindo mais de 100 toneladas de reservas de ouro do Banco Central da Líbia.
Acusações de imperialismo por parte da OTAN e do Ocidente foram expressas por muitos líderes de estados que tradicionalmente se alinharam com o bloco comunista e, posteriormente, a Rússia, incluindo: o Líder Supremo Aiatolá Khamenei do Irã (que afirmou apoiar os rebeldes, mas não a intervenção ocidental), o presidente venezuelano Hugo Chávez (que se referiu a Gaddafi como um "mártir"), e o presidente do Zimbabué Robert Mugabe (que se referiu às nações ocidentais como "vampiros"), bem como os governos Raúl Castro de Cuba, Daniel Ortega da Nicarágua, Kim Jong-il da Coreia do Norte,  Hifikepunye Pohamba da Namíbia e outros. Gaddafi se referiu à intervenção como uma "cruzada colonial... capaz de desencadear uma guerra em grande escala", um sentimento que foi ecoado pelo primeiro-ministro russo Vladimir Putin: a "[Resolução 1973 do Conselho de Segurança das Nações Unidas] é defeituosa e falha ... Ela permite tudo. Assemelha-se as chamadas medievais para as cruzadas". O Presidente Hu Jintao da República Popular da China disse que o "diálogo e outros meios pacíficos são as soluções definitivas para os problemas", e acrescentou: "Se a ação militar traz desastre para os civis e provoca uma crise humanitária, então vai contra o propósito da resolução da ONU". O primeiro-ministro indiano Manmohan Singh foi crítico da intervenção também, repreendendo a coalizão em um discurso na ONU em setembro de 2011. O primeiro-ministro italiano Silvio Berlusconi, apesar do importante papel desempenhado por seu país na missão da OTAN, também se manifestou contra o envolvimento: "Eu tinha minhas mãos atadas pelo voto do Parlamento do meu país, mas fui contra e sou contra essa intervenção que vai acabar de uma maneira que ninguém sabe" e acrescentou: "Esta não foi uma revolta popular porque Gaddafi era amado por seu povo, como fui capaz de ver quando eu fui para a Líbia".
O serviço de radiodifusão russo, RT, postulou que a intervenção da OTAN poderia ter sido motivada pela tentativa de Gaddafi de estabelecer uma federação unificada dos Estados africanos que usaria o dinar de ouro como moeda e exigiria dos importadores estrangeiros o pagamento do petróleo africano em ouro. Apesar de sua oposição declarada à intervenção da OTAN, a Rússia se absteve de votar na resolução 1973, em vez de exercer o seu poder de veto como membro permanente do Conselho de Segurança; quatro outras poderosas nações também se abstiveram de votar – Índia, China, Alemanha e Brasil, mas desse grupo apenas a China tem o mesmo poder de veto.
Além disso, críticas têm sido feitas sobre a forma como a operação foi conduzida. De acordo com Michael Kometer e Stephen Wright, o resultado da intervenção na Líbia foi alcançado por negligência do que pelo projeto. Parece que houve uma importante falta de orientação política consistente causada principalmente pela indefinição do mandato da ONU e o consenso ambíguo entre a coalizão liderada pela OTAN. Esta falta de orientação política clara foi traduzida em um planejamento militar incoerente a nível operacional. Essa lacuna pode afetar as operações futuras da OTAN que provavelmente irão enfrentar problemas de confiança.
Em setembro de 2016, a Comissão dos Negócios Estrangeiros do parlamento britânico concluiu que houve vários erros no processo de decisão que levou o país a intervir militarmente na Líbia.